# Richard J. Roberts
Sir Richard John Roberts (született Derby, 1943. szeptember 6.) angol biokémikus és molekuláris biológus. 1993-ban Phillip Allen Sharppal megosztva orvostudományi Nobel-díjban részesült az eukarióta géneken belüli nemkódoló régiók, az intronok felfedezéséért. 

## Tanulmányai
Richard John Roberts 1943. szeptember 6-án született Derbyben, John Roberts autószerelő és felesége, Edna Allsop egyetlen gyermekeként. Négyéves korában a család átköltözött Bath városába. A középiskolát a City of Bath Boys' School-ban végezte. Gyerekkorában nyomozó, aztán pedig, miután ajándékba kapott egy kémiai készletet, vegyész szeretett volna lenni. Kémiából és matematikából mindig jeles volt az iskolában, de a fizikaérettségin először megbukott. A Sheffieldi Egyetemen tanult tovább, fő tárgya a kémia volt és 1965-ben kapta meg BSc fokozatát. 1969-ben védte meg doktori disszertációját szerves kémiai témából, egy brazíliai fafajban talált neoflavonoidokból írta. Ekkoriban olvasta John Kendrew könyvét a molekuláris biológia korai éveiről és felkeltette érdeklődését a terület iránt. 

## Tudományos munkássága
PhD fokozatának megszerzése után 1969-től a Harvard Egyetemen kapott biokémiai kutatói szerződést. Első munkája transzfer RNS-ek szekvenálása volt, amelyhez sikerrel alkalmazott egy új, gyorsabb, Angliában kifejlesztett módszert. Hároméves szerződésének lejárta után, 1972-ben James Watson hívta meg Cold Spring Harbor-i laboratóriumába, hogy határozza meg az SV40 bakteriofág DNS-ének szekvenciáját. A vírus genomja kb. 5000 bázispárt tartalmaz, ami a korabeli szekvenálási technikáknak túl nagy volt, ezért Roberts az akkoriban felfedezett restrikciós enzimekkel próbálta kezelhető darabokra vágni. Összegyűjtötte az akkor ismert enzimeket és ő maga is jó néhány restrikciós enzimet felfedezett és leírt. Végül azonban mégsem az SV40, hanem a megfelelőbb adenovírus-2 DNS-ét térképezték fel.
1974-ben felfedezte, hogy az adenovírus-2 DNS-e és a róla átíródó mRNS nem azonos szekvenciájú, a génen belül elszórva hosszabb szakaszok voltak, amik nem fordítódtak át RNS-sé. 1977-re kétségbevonhatatlan bizonyítékot is szerzett, radioaktívan jelölt mRNS-t hibridizáltatott a vírus DNS-éhez és elektronmikroszkóppal kimutatta, hogy nem egy, hanem több szakaszban kötődik hozzá. Későbbi munkája során bebizonyította, hogy az eukarióta sejtekben (és vírusaikban) a génekről csak egyes szakaszok íródnak át, amiket egy enzimrendszer mRNS-sé állít össze (ún. splicing).
1992-ben otthagyta a laboratóriumot és átment a New England Biolabs magáncéghez, amely kutatáshoz használt reagensek, elsősorban restrikciós endonukleázok gyártásával foglalkozott. Roberts még 1974-ben próbálta meggyőzni Watsont, hogy indítsanak hasonló céget, aki azonban nem látott fantáziát az ötletben.

## Elismerései
Richard J. Roberts a gének szakaszos mivoltának felismeréséért 1993-ban orvostudományi Nobel-díjban részesült (Phillip Allen Sharppal megosztva). 1994-ben a Bathi Egyetem díszdoktorává választotta. 2005-ben róla nevezték el a Sheffieldi Egyetem újjáépített kémiai épületét, valamint a bathi középiskola természettudományos részlegét is, ahol valamikor diák volt.
2008-ban az angol királynő lovaggá ütötte. 

## Családja
Richard J. Roberts kétszer nősült, négy gyermek (Alison, Andrew, Christopher és Amanda) apja. Szabadidejében zenét hallgat és videojátékokat gyűjt. 